# جون إي. ستيث
جون إي. ستيث (بالإنجليزية: John E. Stith)‏ (1947، بولدر في الولايات المتحدة)؛ كاتب وروائي أمريكي.